# Deutsche Volkszeitung (1953–1989)

Werbepostkarte der Deutschen Volkszeitung von 1974

Die Deutsche Volkszeitung (DVZ) wurde am 12. Mai 1953 als eine dem Bund der Deutschen nahestehende Tageszeitung gegründet. Ab 1954 erschien sie als Wochenzeitung. Sie nahm in der deutschen Frage eine nichtkonfrontative Haltung gegenüber der DDR ein und schloss auch kommunistische Stimmen in das von ihr angebotene Meinungsspektrum mit ein. Im Herbst 1990 verschmolz sie mit der ehemaligen Zeitung des Kulturbundes der DDR Sonntag zum Freitag.

## Geschichte
Die Deutsche Volkszeitung wurde 1953 von den vormaligen Zentrumspolitikern Joseph Wirth, Wilhelm Elfes und Georg Herrmann gegründet. Herausgeber der Zeitung war zunächst Joseph Wirth, die Chefredaktion lag bis 1972 bei dem ehemaligen Redakteur der Zeitschrift der Zentrumspartei Germania Georg Herrmann. In der ersten Ausgabe erklärte der Chefredakteur die Programmatik der neuen Zeitung als ein Unternehmen, das „keiner Partei im alten Sinne“ dienstbar sein solle. In bildungsbürgerlicher Diktion sah er mit der Zeitung „eine Welle geistiger Bewegung“ ähnlich dem „Bund der Deutschen“. Er lehne „jede zu harte Grenzsetzung nach rechts oder links“ ab und wende sich auch „an Gleichgesinnte innerhalb der bestehenden Parteien“ mit dem Ziel, „ihre Kraft und ihre Begeisterung“ im Rahmen dieser politischen Organisationen „für die große deutsche und menschliche Sache“ wirksam zu machen.
Mit Jahresbeginn 1954 musste die DVZ aufgrund finanzieller Probleme auf eine wöchentliche Erscheinungsweise umgestellt werden (nun: Deutsche Volkszeitung. Wochenzeitung für demokratischen Fortschritt) und erschien jetzt im Monitor-Verlag in Düsseldorf. In ihr kamen, ungewöhnlich für die Bundesrepublik Deutschland, neben vor allem linksliberalen Meinungen auch westdeutsche und ausländische kommunistische Stimmen zu Wort. Sie habe sich, so der zeitweilige Chefredakteur Franz Sommerfeld im Rückblick in den 1990er Jahren, als „linkspluralistisches Forum“ verstanden. Sie bezog die vom Mainstream der westdeutschen Publizistik nicht repräsentierten linken Positionen mit ein. Sie habe sich vor allem in ihrem umfangreichen Feuilleton als anspruchsvolle linke Alternative zu den beiden christlich-konservativen Wochenblättern Deutsches Allgemeines Sonntagsblatt und Rheinischer Merkur/Christ und Welt sowie der liberalen Zeit gesehen (Sommerfeld). Sie hatte einen „kleinen Leserstamm“ (Kapitza) auch in der DDR.
Inhaltlich fokussierte sich die Berichterstattung der DVZ in den 1950er und 1960er Jahren besonders auf innerdeutsche Themen wie etwa die „deutsche Frage“, „Kampf dem Atomtod“ und „Remilitarisierung“. Mit der Kampagne gegen die Notstandsgesetze vom 30. Mai 1968 und das Aufkommen einer linken Studentenbewegung bemühte sie sich, diesen eine Plattform zu sein. Innen- und außenpolitisch plädierte sie ähnlich wie die Blätter für deutsche und internationale Politik bzw. die ihr nahestehenden Parteien Bund der Deutschen und Deutsche Friedens-Union für eine föderative Entwicklung in der „deutschen Frage“ und für eine föderative Lösung zwischen den deutschen Staaten. Anfang der 1980er Jahre unterstützte die DVZ die breite Protestbewegung gegen die nukleare Rüstung der Supermächte und den NATO-Doppelbeschluss vom 12. Dezember 1979 zur Stationierung weiterer Mittelstreckenraketen in Europa („Friedensbewegung“).
1968 gab es mit der Gründung der DKP in Westdeutschland in der SED-Führung der DDR die Überlegung, darauf hinzuwirken, die DVZ mit der Zeitung der Vereinigung der Verfolgten des Naziregimes (VVN) Die Tat zu fusionieren, was vorerst jedoch nicht geschah. Beide Zeitungen standen „in scharfer Opposition zur Regierung Adenauer.“
Die Zusammenlegung von DVZ und Die Tat zur Deutschen Volkszeitung/die tat. Wochenzeitung für Demokratie und Frieden erfolgte dann aber 1983. Das neue Blatt wurde durch den Röderberg-Verlag in Frankfurt am Main verlegt, der 1987 vom Pahl-Rugenstein Verlag in Köln übernommen wurde. Zu den Herausgeberinnen- und Herausgeberkreis gehören u. a. Ulrike Beisiegel, Esther Bejarano, Frank Deppe, Karl-Heinz Hansen, Dieter Lattmann, Norman Paech, Werner Pfennig, Joseph Schleifstein, Günther Schwarberg, Georg Seeßlen, Tjaden-Steinhauer. Gegen Ende der 1980er Jahre nahm das Blatt vermehrt Beiträge auf, die krisenhafte Entwicklungen in den sozialistischen Staaten thematisierten. Sie wechselte auf den von Michail Gorbatschow eingeschlagenen Kurs der Politik.
Im Zuge der nachfolgenden friedlichen Revolution in der DDR entfielen 1990 die Aufträge für die zum Teil großformatigen Anzeigen von Buchverlagen, Touristik-, Werft- und Außenhandelsunternehmen der DDR, die seit vielen Jahren in der DVZ erschienen und mit denen bis dahin ein wesentlicher Teil der Kosten abgedeckt werden konnte. Es habe sich zu diesem Zeitpunkt um Anzeigeneinnahmen von etwa einer Million DM jährlich gehandelt, wie der Autor Arne Kapitza annimmt. Dieser Teil der Einnahmen habe die Herstellungskosten abgedeckt. Ohne diese Anzeigen geriet die Zeitung in finanzielle Schwierigkeiten und ging Ende 1989 in Liquidation. Ein Spendenaufruf brachte daraufhin innerhalb von einer Woche DM 320.000 auf ein von dem Mitherausgeber Dieter Lattmann eingerichtetes Konto. Bis 1990 kamen durch 812 stille Gesellschafter DM 1,27 Mio. zusammen. Anfang 1990 wurde die Zeitung in Berlin im Verbund mit dem Elefanten Press Verlag unter dem Namen Volkszeitung neu gegründet. Im Herbst 1990 verschmolz sie mit der ehemaligen Zeitung des Kulturbundes der DDR Sonntag zum Freitag.
Das Foto- und Redaktionsarchiv der DVP ging 1999 an das Antifaschistische Pressearchiv und Bildungszentrum über.

## Autoren (Auswahl)
| - Wolfgang Abendroth - Otto Wolff von Amerongen - Georgi A. Arbatow - Kurt Bayertz - Arno Behrisch - Walter Boehlich - Hedwig und Max Born - Volker Braun - Max Otto Bruker - Tissy Bruns - Wilfred Burchett - Peter O. Chotjewitz - Franz Josef Degenhardt - Frank Deppe - Ingeborg Drewitz - Wilhelm Elfes - Elisabeth Endres - Bernt Engelmann - Karl-Rainer Fabig - Anne-Marie Fabian | - Klara Maria Faßbinder - Eberhard Fechner - Gerd Fuchs - Gerhard Gleißberg - Alexander Goeb - Michail Gorbatschow - Karl Heinz Götze - Gerd Greune - Georg Fülberth - Egon Günther - Walter Hagemann - Jens Hagen - Ulla Hahn - Michael Hatry - Florence Hervé - Hans Heinz Holz - Agnes Hüfner - Mechtild Jansen - Mathias Jung - Beate Klarsfeld - Lorenz Knorr | - Mira von Kühlmann - Mechthild Küpper - Günter Kunert - Karl-Eugen Kurrer - Dieter Lattmann - Luca Lombardi - Peter Maiwald - Angelika Mechtel - Herbert Mochalski - Heiner Müller - Uwe Naumann - Thomas Neumann - Martin Niemöller - Michael Opperskalski - Norman Paech - Hermann Peter Piwitt - Hans Platschek - Uta Ranke-Heinemann - Max Reimann - Renate Riemeck | - Hans-Günter Rolff - Werner Rügemer - Ronald M. Schernikau - Günther Schwarberg - Georg Seeßlen - Konstantin Simonow - Josef Schleifstein - Michael Schneider - Gerd Semmer - Franz Sommerfeld - Monika Sperr - Gerhard Stuby - Christa Thomas - Uwe Timm - Günter Wallraff - Peter Weiss - Karl Graf von Westphalen - Joseph Wirth - Erich Wulff |

## Auflagenhöhe
(nach Angaben von Kapitza, Mellies,)
- 1950er Jahre: ca. 24.000–32.000
- 1960er Jahre: ca. 25.000
- 1970er Jahre: ca. 20.000–35.000
- 1980er Jahre (Fusion mit der Tat): 23.000–40.000
- 4/1989: 26.000 bis 29.000